# هیربدستان و نیرنگستان
هیربدستان و نِیرَنگستان یکی از کتاب‌های دینی  زرتشتیان است که در زمان ساسانیان نوشته شده است این کتاب به خط و زبان پارسی میانه نوشته شده است. متن هیربدستان گسترده‌ترین متن بازمانده از دوران پیش از اسلام در مورد تحصیلات مذهبی زرتشتیان است که از زمان ایران باستان به دوران میانه رسیده است. هیربدستان به همراه نیرنگستان بخشی از هوسپارم نسک را تشکیل می‌دهند. در کتاب هیربدستان شامل بیست فصل، قوانین مذهبی در مورد رفتن به هیربدستان شرح داده شده است و دیدگاه‌های مفسران گوناگون در مورد این قوانین و شرایط مختلف در قسمت زند آورده شده است. مطالعه متن هیربدستان به روشن‌تر شدن قوانین مربوط به تحصیلات مذهبی، مسایل متعدد درمورد زنان، انواعی از گناهان و مجازات آنها کمک می‌کند. همه‌ی 20 فصل هیربدستان به همراه 91 فصل نیرنگستان در قالب دو نسخه به ما رسیده است.
کهن‌ترین نسخه‌ای که از این دو متن در دست است حدود ۹۰۰ سال یزدگردی برابر با سده هفدهم رونوشت برداری شده است. در عنوان زند هیربدستان و نیرنگستان آمده است که متن، برپایه آموزه‌های پیشگ سر نوشته شده است و در بخش دوم نیرنگستان آمده است که فرگرد دوم بر پایه آموزه‌های سوشیانس است که هر دو تن از مفسران اوستا بوده‌اند.
در این اثر قوانین آیینی دین زرتشت و دیدگاه تفسیرگران گوناگون در مورد این قوانین آمده‌است.